# Björn Lindquist
Björn Magnus Lindquist, född den 11 maj 1938, död 13 juli 2021 i Lund, var en svensk jurist och politiker.

## Biografi
Björn Lindquist var juris doktor i handelsrätt. Han arbetade som universitetslektor på institutionen för handelsrätt vid Lunds Universitet och sedermera på Gymnastik- och idrottshögskolan i Stockholm.
Under sin tid i Lund var han ordförande för Akademiska Föreningen och AF bostäder. Lindquist var engagerad i Lundakarnevalen, både i kommittén och som revisor.
Björn Lindquist hade flera förtroendeuppdrag: ledamot i Lotteriinspektionens styrelse, ledamot i Försäkringsbolaget Solids styrelse, ledamot i Riksidrottsförbundets nämnd och juridiska kommitté, ledamot i Svenska simförbundets ansvarsnämnd, ledamot i styrelsen för Svensk idrottsjuridisk förening, ordförande för Moderaterna i Lund, ledamot i kommunfullmäktige i Lund och vice ordförande i skolstyrelsen.
Björn Lindquist är gravsatt på Norra kyrkogården i Lund.